# Varnska kultura
Kultura Varna je bila bakrenodobna kultura severovzhodne Bolgarije, datirana ok. 4500 pr. n. št., sodobna in tesno povezana s kulturo Gumelnița. Najstarejše zlate artefakte na svetu (4600 pr. n. št. - 4200 pr. n. št.) so našli v nekropoli v Varni. Ti artefakti so na ogled v Arheološkem muzeju v Varni.
Najdišče je oktobra 1972 po naključju odkril bagerist Rajčo Marinov. Raziskovalna izkopavanja so potekala pod vodstvom Mihaila Lazarova in Ivana Ivanova. Približno 30 % ocenjenega območja nekropole še vedno ni izkopano.
Kulturo Varna zaznamujejo pobarvana keramika in bogata grobišča, med katerimi sta najbolj znana nekropola Varna, istoimensko najdišče, in jezerski kompleks Durankulak, ki obsega največje prazgodovinsko grobišče v jugovzhodni Evropi, s sosednjo neolitsko naselbino iz istega obdobja (objavljeno) in neobjavljena in nepopolno izkopana bakrenodobna naselbina. V nekropoli Varna je bilo najdenih 294 grobov, mnogi vsebujejo prefinjene primere najstarejše metalurgije zlata na svetu, metalurgije bakra, lončenine (približno 600 kosov, vključno z zlato poslikano), visokokakovostnih rezil iz kremena in obsidijana, kroglic in školjke.
Najstarejši zlat nakit na svetu, najden v nekropoli, je datiran od 4.600 do 4.200 pr. n. št.. Številne prazgodovinske bolgarske najdbe veljajo za nič manj stare – zlati zakladi Hotnica, Durankulak, artefakti iz naselbine Junacite pri Pazardžiku, zlati zaklad Sakar, pa tudi kroglice in zlati nakit, najdeni v naselbini Solnicata. Varnsko zlato pa najpogosteje imenujemo najstarejše, saj je ta zaklad največji in najbolj raznolik.
Najdbe so pokazale, da je kultura Varna imela trgovinske odnose z oddaljenimi deželami, morda vključno s spodnjo regijo Volge in Kikladi, morda je izvažala kovinske izdelke in sol iz rudnika kamene soli Solnicata. Bakrena ruda, uporabljena v artefaktih iz Varne, izvira iz rudnika Sredna Gora blizu Stare Zagore, sredozemske školjke Spondylus, najdene v grobovih, pa so morda služile kot primitivna valuta.

## Pogrebni obredi
Grobovi nekropole v Varni so vsebovali najstarejše znane primerke obdelave zlata na svetu. Pokopi so vključevali tako sklonjene kot razširjene inhumacije. Nekateri grobovi niso vsebovali okostja, le grobne darove. Ti simbolični (prazni) grobovi so najbogatejši z zlatimi artefakti. Skupaj je bilo najdenih 3000 zlatih artefaktov, težkih približno 6 kilogramov. V treh simboličnih grobovih so bile tudi maske iz nežgane gline.
»Varna je najstarejše doslej odkrito pokopališče, kjer so bili ljudje pokopani z obilnimi zlatimi okraski. … Teža in število zlatih najdb na pokopališču v Varni za nekajkrat presega skupno težo in število vseh zlatih artefaktov, najdenih na vseh izkopanih mestih. istega tisočletja, 5000-4000 pred našim štetjem, z vsega sveta, vključno z Mezopotamijo in Egiptom … Trije grobovi so vsebovali zlato V vsakem od teh treh grobov je bilo odkrito žezlo, simbol vrhovne posvetne ali verske oblasti, ki je skupaj predstavljalo več kot polovico skupne teže vseh zlatih nagrobnikov.(Slavchev 2010)

## Religija
Kultura Varna je imela prefinjena verska prepričanja o posmrtnem življenju in razvila hierarhične statusne razlike. Ima najstarejši znani dokaz o pokopu elitnega moškega (grob 43). Nekateri avtorji so elitne moške iz Varne opisali kot 'kralje'. Konec 5. tisočletja pr. n. št. je čas, ko Marija Gimbutas, utemeljiteljica kurganske hipoteze, trdi, da se je v Evropi začel kulturni napredek k moški prevladi. Moški z visokim statusom je bil pokopan z izjemno količino zlata, držal je bojno sekiro ali macolo in nosil zlato ovojnico penisa ali morda okrasno (zlato) konico pasu. Zlate ploščice v obliki bika so morda tudi častile moškost, instinktivno silo, vojskovanje in pragrajski kult.

## Genetika
Elitni moški iz groba 43 (okoli 4495 pr. n. št.) je pripadal očetovi (Y-DNA) haploskupini T-M184 in materini (mtDNA) haploskupini U2. Drugi moški vzorci iz nekropole Varna so pripadali Y-DNA haploskupinam I2a1, I2a2, G2a, T1a, E1b1b in R1b-V88.

## Galerija
- Durankulak, Bolgarija[15]
- Najdišče obzidane naselbine Solnicata